# Pietro Francesco Prina
Pietro Francesco Prina (Novara, 1647 – Milano, 1727) è stato un pittore italiano.
Citato come quadraturista sia da Lazzaro Agostino Cotta sia nell'Abecedario pittorico di Pellegrino Antonio Orlandi.
Frequentò la scuola del Franceschini a Bologna, risulta attivo a Novara nel 1676, nel 1696 è iscritto all'Accademia di San Luca di Corconio, attivo anche a Milano. Progettò gli altari della Basilica di San Gaudenzio e di quella di Santa Maria del Monserrato a Novara e di quella di San Gaudenzio a Varallo.
Gran parte delle sue opere risulta dispersa.

## Opere
- Decorazione quadraturistica, 1694, cappella della Madonna di Loreto, Basilica di San Gaudenzio, Novara